# Lions de Trois-Rivières
Die Lions de Trois-Rivières waren ein kanadisches Eishockeyfranchise der Eastern Professional Hockey League aus Trois-Rivières, Québec.  

## Geschichte
Die Lions de Trois-Rivières wurden 1955 als Franchise der Quebec Hockey League gegründet. In dieser waren sie vier Jahre lang aktiv, ehe die Mannschaft sich der erstmals ausgetragenen Eastern Professional Hockey League anschloss. In ihrer einzigen Spielzeit in der EPHL, der Saison 1959/60, belegten sie den vierten Platz. Anschließend stellte die Mannschaft den Spielbetrieb ein.  

### Neugründung
Die Stadt Trois-Rivières begann Ende der 2010er-Jahre mit dem Bau eines Ersatzes für das in die Jahre gekommene Colisée de Trois-Rivières mit einem geplanten Fertigstellungstermin 2021, hatte aber keine festen Mieter geplant. Im Juli 2020 einigte sich Dean MacDonald (über seine Gruppe Deacon Sports and Entertainment) mit der Stadt, ein ECHL-Franchise im Le Nouveau Colisée zu gründen. Am 12. Januar 2021 wurde das Team zur Saison 2021/22 vom ECHL Board of Governors aufgenommen. Am 19. Januar kündigten die Canadiens de Montréal an, dass das neue Team unter dem Namen Lions de Trois-Rivières als ihr ECHL-Kooperationspartner dienen wird.

## Saisonstatistik (EPHL)
Abkürzungen: GP = Spiele, W = Siege, L = Niederlagen, T = Unentschieden, OTL = Niederlagen nach Overtime SOL = Niederlagen nach Shootout, Pts = Punkte, GF = Erzielte Tore, GA = Gegentore, PIM = Strafminuten
| Saison  | GP | W  | L  | T | OTL | SOL | Pts | GF  | GA  | Platz    | Playoffs |
| 1959–60 | 70 | 30 | 31 | 9 | —   | —   | 69  | 226 | 235 | 4., EPHL | —        |